# Tympanon

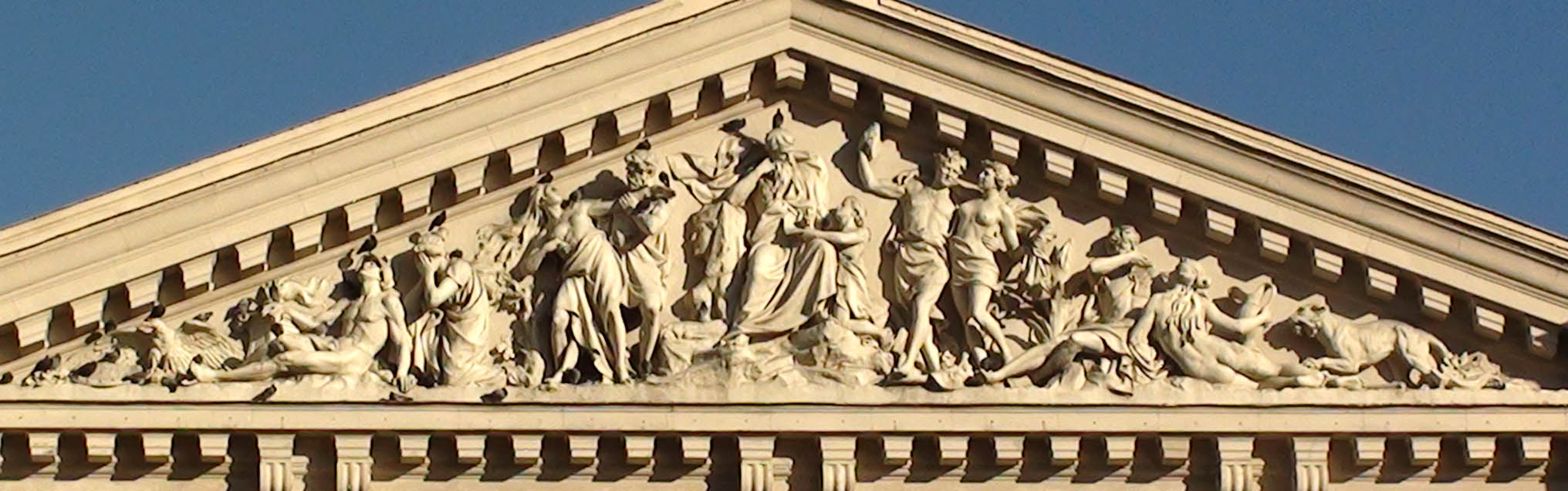
Neoklasyczny tympanon Teatru Wielkiego we Lwowie

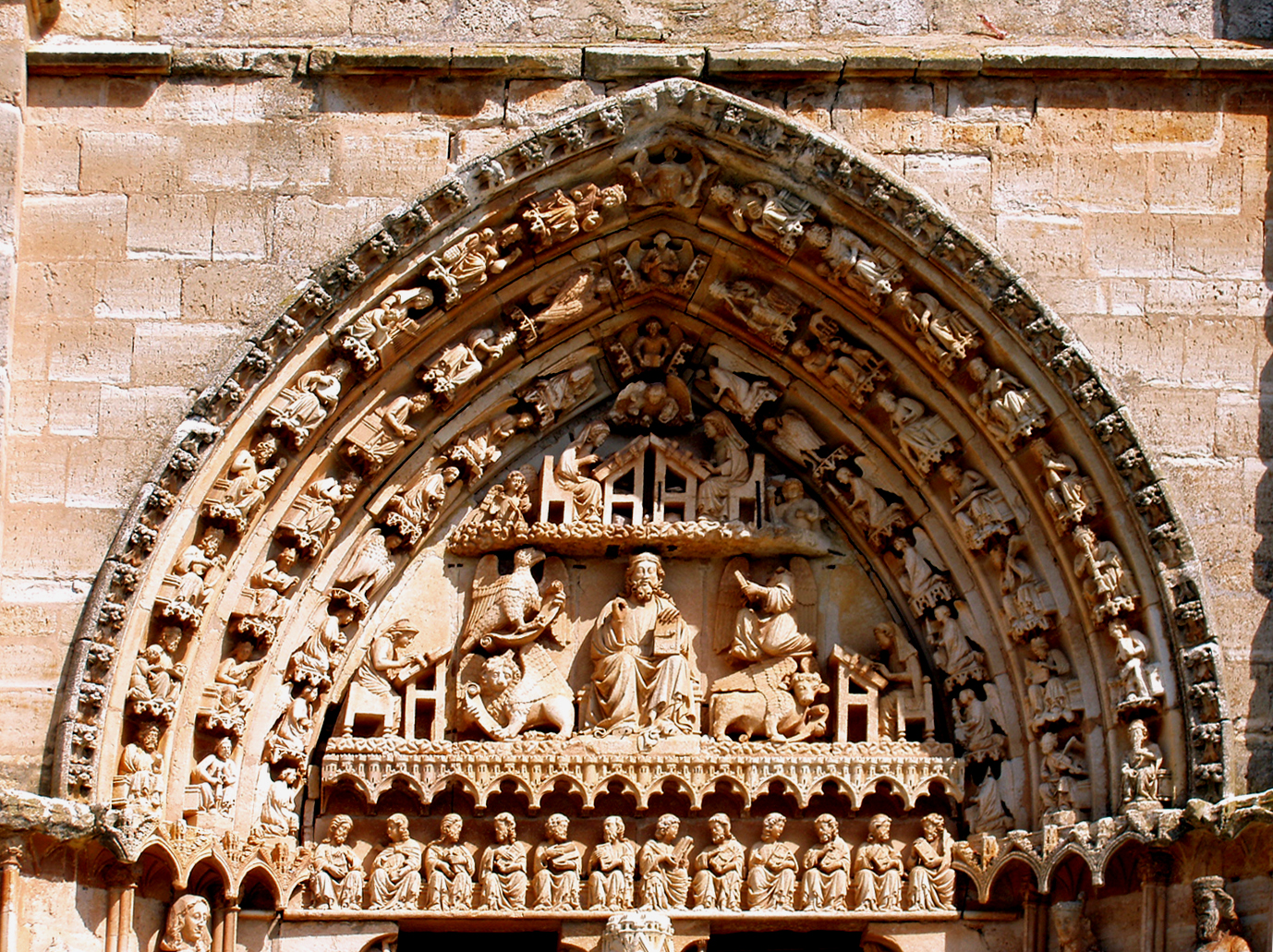
Romański tympanon portalu katedry w hiszpańskim Burgos (XIII w.)

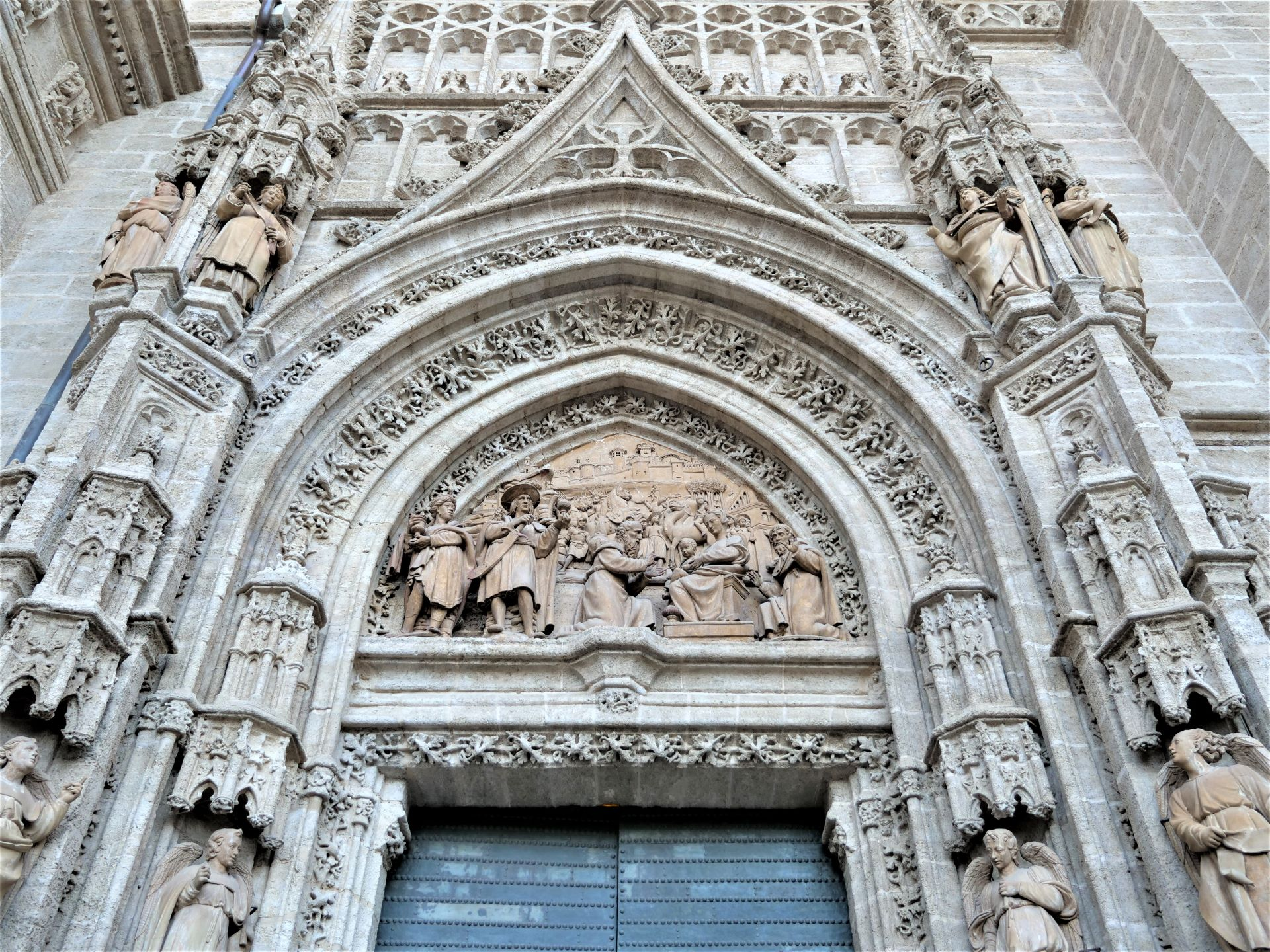
Tympanon nad jednym z 9 portali Katedry w Sewilli przedstawiający Pokłon Trzech Króli

Tympanon (lub tympan) (gr. τύμπανον, týmpanon – bęben, łac. tȳmpănŭm)  – detal architektoniczny.
W architekturze klasycznej terminem tym określano wewnętrzne trójkątne pole pomiędzy gzymsami frontonu, gładkie lub wypełnione rzeźbą, stanowiące charakterystyczny element monumentalnych budowli Grecji i Rzymu. W reprezentacyjnej budowli antycznej trójkątny szczyt zwykle zamykał przestrzeń dachową od strony licowej (przedniej) i tylnej. Element ten występuje także w monumentalnych budynkach nowożytnych, kształtowanych pod wpływem architektury antycznej (klasycyzm i eklektyzm historyczny).
W architekturze romańskiej i gotyckiej termin ten określa półkoliste lub ostrołukowe pole nad drzwiami, wypełniające przestrzeń między nadprożem a łukiem (archiwoltą) portalu, u dołu zamknięte poziomo, u góry obramione łukowo, wypełnione rzeźbą lub płaskorzeźbą.